# Pellicano (araldica)
In araldica il pellicano è simbolo di pietà, amore e carità per il prossimo e può rappresentare il buon padre di famiglia che alimenta i figli con la sua virtù o la carità di un buon governante verso i propri sudditi.
Tale simbologia deriva dal fatto che la femmina nutre i piccoli stritolando i pesci che tiene a macerare nella sacca membranosa che pende dalla mandibola inferiore, quindi preme il becco contro il petto e ne fa uscire il cibo. L'impressione che se ne ricava è che si trafigga il petto per farne uscire il sangue con cui nutre i piccoli, e questa immagine divenne leggendaria, divenendo anche il simbolo di Cristo che versa il sangue per la redenzione degli uomini.
Il pellicano in araldica è rappresentato simile ad un cigno, col corpo snello ed il becco lungo ma non largo e senza sacco golare.

## Posizione araldica ordinaria
Per quanto detto, il pellicano si rappresenta abitualmente di fronte nell'atteggiamento di rompersi il petto col becco per farne uscire sangue con cui nutre i piccoli nel nido, solitamente in numero di tre. Questa posizione si blasona come «pellicano con la sua pietà», oltre che simbolo del sacrificio di Cristo.

## Attributi araldici
Se il pellicano non è rappresentato con la sua pietà, tende ad assumere le sue forme naturali e può avere tutti gli attributi consueti degli uccelli, più quello di sanguinoso se ha l'atteggiamento del pellicano con la sua pietà ma è senza i piccoli.

## Esempi

Pellicano rivolto al naturale con la sua pietà (Burago di Molgora)
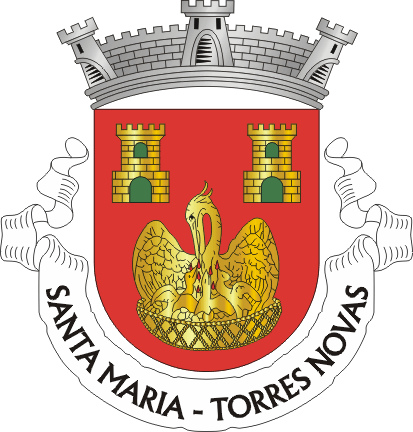
Pellicano con la sua pietà (freguesia di Santa Maria, Torres Novas, Portogallo)
Pellicano con la sua pietà (Vella, Svizzera)
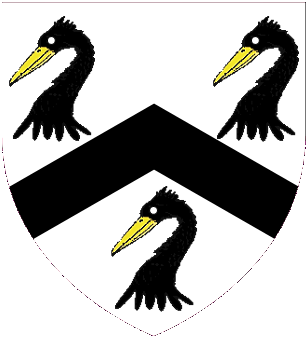
Teste di pellicano strappate (stemma del vescovo Cuthbert Scott, XVI sec.)
Due pellicani impiegati come sostegni (stemma di Saint-Barthélemy, Antille francesi)